# Eva Stort
Eva Stort (1855-1936) foi uma pintora alemã.

## Biografia
Stort nasceu no dia 1 de fevereiro de 1855 em Berlim, na Alemanha. Ela estudou no Kunstgewerbemuseum Berlin. Os seus professores incluíram Karl Stauffer-Bern e Max Liebermann. Ela foi um membro da Associação de Mulheres Artistas de Berlim. O seu trabalho foi incluído nas exposições da Secessão de Berlim.

Faleceu no dia 31 de janeiro de 1936 em Berlim e o seu trabalho está na colecção da Staatsgalerie Stuttgart.

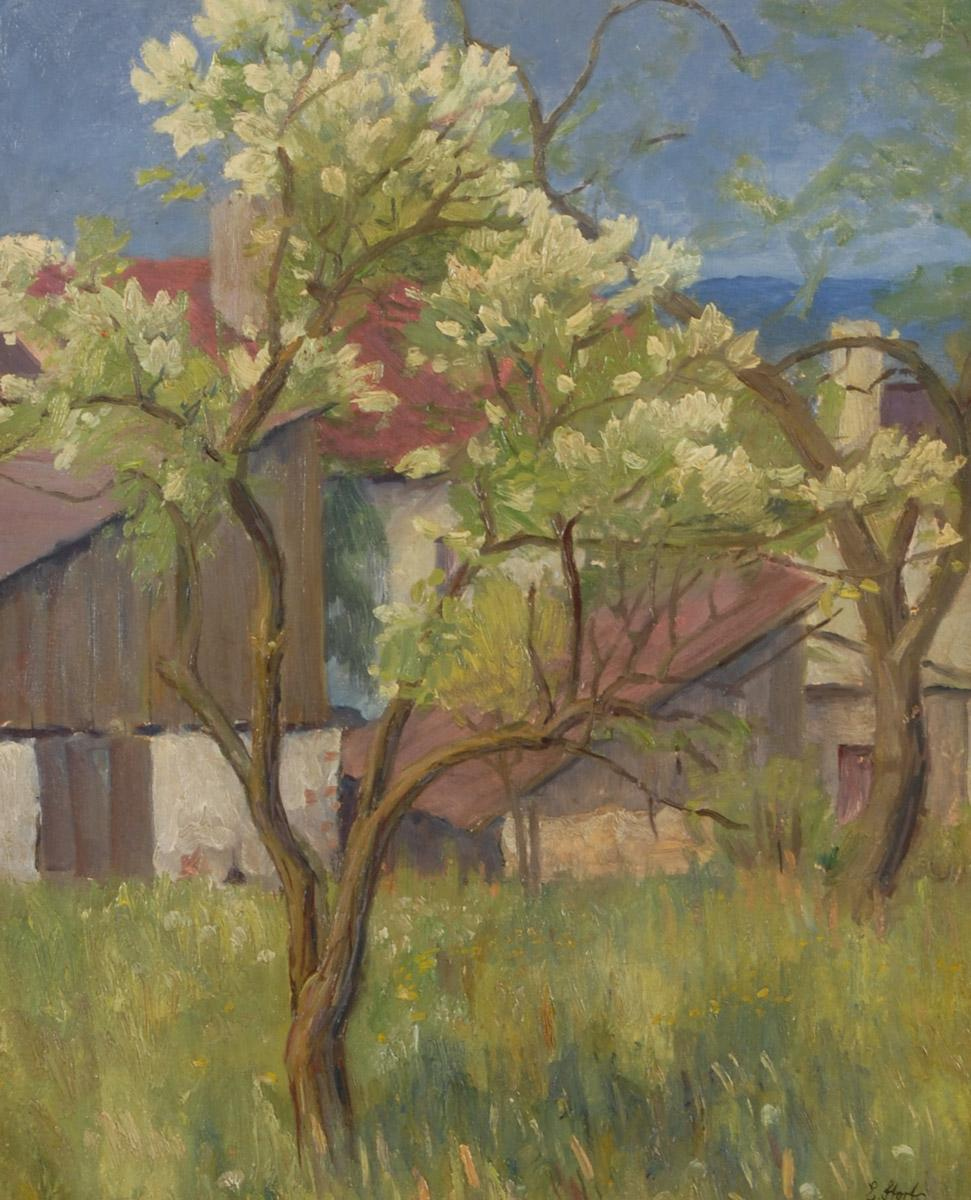
Frühlingsbäume
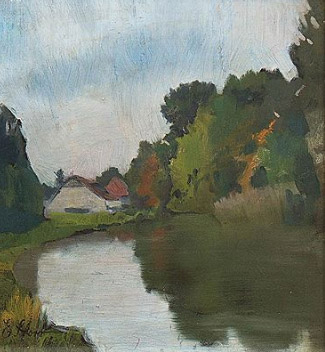
Haus am Badden